# Mephisto (automa)
Mephisto è stato un automa scacchistico fraudolento costruito nel 1876 da Charles Godfrey Gümpel, fabbricante di protesi alsaziano trasferitosi a Londra. A differenza di precedenti automi come Il Turco o Ajeeb, Mephisto non aveva un giocatore umano nascosto al suo interno, ma le mosse erano comandate a distanza tramite congegni elettromeccanici, solitamente impartite dallo scacchista Isidor Gunsberg.
L'automa è stato mostrato in pubblico per la prima volta nel 1878 e successivamente ha vinto a Londra un torneo con handicap. È stato esibito ripetutamente nei dieci anni successivi, anche se non ha partecipato ad altri tornei. Nel 1889 l'automa è stato esposto all'Esposizione Universale del 1889 a Parigi, dove è stato manovrato da Jean Taubenhaus, venendo successivamente smantellato.
A tale automa sono ispirati i nomi del computer scacchistico Mephisto, campione del mondo di scacchi per microcomputer dal 1985 al 1990 e di una linea di computer scacchistici Saitek.